# Santiago Carlos Oves
Santiago Carlos Oves (Buenos Aires le 14 septembre 1941 - 2 mai 2010) est un réalisateur argentin

## Filmographie
- 1987 : Revancha de un amigo
- 1988 : El príncipe azul (TV)
- 1996 : El verso
- 1998 : Asesinato a distancia
- 2001 : Gallito Ciego
- 2004 : Conversaciones con mamá
- 2005 : Ángeles del cine